# La Découverte ou l'Ignorance
Albums de Tri Yann
Suite gallaise Urba
La Découverte ou l'Ignorance est le quatrième album du groupe Tri Yann, paru en 1976. Tri Yann aborde le virage de l'électrification avec l'apport de batterie, basse et guitare électrique. On trouve notamment dans cet album la première version du célèbre titre La Jument de Michao et le texte éponyme issu du livre Comment peut-on être breton ? de Morvan Lebesque. Il est disque d'or.

## Titres
| No  | Titre                                                                       | Durée |
| --- | --------------------------------------------------------------------------- | ----- |
| 1.  | Princes qu'en mains tenez (Tri-Yann/Jean Meschinot - Traditionnel/Tri Yann) | 3:20  |
| 2.  | Complainte gallaise (Traditionnel/Tri Yann)                                 | 3:01  |
| 3.  | La Botte d'asperges (Traditionnel/Tri Yann)                                 | 3:21  |
| 4.  | Kiss the Children for Me Mary (Traditionnel/Tri Yann - Jacques Yvart)       | 3:40  |
| 5.  | La Jument de Michao (Traditionnel/Tri Yann)                                 | 3:42  |
| 6.  | Mrs Mac Dermott (Turlough O'Carolan)                                        | 4:00  |
| 7.  | La Levée des 300 000 hommes (Traditionnel/Tri Yann)                         | 4:56  |
| 8.  | Le Mariage insolite de Marie la Bretonne (Luc Romann)                       | 3:23  |
| 9.  | Dérobée de Guingamp (Traditionnel/Tri Yann)                                 | 3:24  |
| 10. | Quand la bergère (Traditionnel/Tri Yann)                                    | 3:25  |
| 11. | Le Grand Valet (Traditionnel/Tri Yann)                                      | 2:52  |
| 12. | La Découverte ou l'Ignorance (Morvan Lebesque - Tri Yann)                   | 3:08  |

## Musiciens
- Tri Yann
  - Jean Chocun : chant, guitare acoustique et électrique, basse, accordéon, mandoline, banjo
  - Jean-Paul Corbineau : chant, guitare acoustique, percussions
  - Jean-Louis Jossic : chant, bombarde, cromorne, auto-harp, flûte irlandaise, dulcimer, psaltérion
  - Bernard Baudriller : chant, violon, violoncelle, clavecin, basse, flûte traversière, dulcimer, psaltérion
- Invités
  - Jo Pucheu : batterie
  - Patrice Le Core et Patrick Morin : batterie écossaise